# Uropeltis
Genre
Uropeltis est un genre de serpents de la famille des Uropeltidae. 

## Répartition
Les 26 espèces de ce genre se rencontrent dans le sud de l'Inde et au Sri Lanka.

## Liste des espèces
Selon The Reptile Database (3 septembre 2014) :
- Uropeltis arcticeps (Günther, 1875)
- Uropeltis beddomii (Günther, 1862)
- Uropeltis bicatenata (Günther, 1864)
- Uropeltis broughami (Beddome, 1878)
- Uropeltis ceylanicus Cuvier, 1829
- Uropeltis dindigalensis (Beddome, 1877)
- Uropeltis ellioti (Gray, 1858)
- Uropeltis liura (Günther, 1875)
- Uropeltis macrolepis (Peters, 1862)
- Uropeltis macrorhyncha (Beddome, 1877)
- Uropeltis maculata (Beddome, 1878)
- Uropeltis madurensis (Beddome, 1878)
- Uropeltis myhendrae (Beddome, 1886)
- Uropeltis nitida (Beddome, 1878)
- Uropeltis ocellata (Beddome, 1863)
- Uropeltis petersi (Beddome, 1878)
- Uropeltis phillipsi (Nicholls, 1929)
- Uropeltis phipsonii (Mason, 1888)
- Uropeltis pulneyensis (Beddome, 1863)
- Uropeltis rubrolineata (Günther, 1875)
- Uropeltis rubromaculatus (Beddome, 1867)
- Uropeltis ruhunae Deraniyagala, 1954
- Uropeltis shorttii (Beddome, 1863)
- Uropeltis smithi (Gans, 1966)
- Uropeltis woodmasoni (Theobald, 1876)

## Publication originale
- Cuvier, 1829 : Le Règne Animal Distribué, d'après son Organisation, pour servir de base à l'Histoire naturelle des Animaux et d'introduction à l'Anatomie Comparé. Nouvelle Edition [second edition]. Vol. 2. Les Reptiles. Déterville, Paris, p. 1-406 (texte intégral).